# Lotto Dstny Ladies
Lotto Dstny Ladies (UCI код: LSL) — женская профессиональная команда по велоспорту, базирующаяся в Бельгии и выступающая в элитных шоссейных велогонках и трековых велогонках, таких как UCI Women’s World Tour. Команда была основана в 2006 году, её цвета — белый, чёрный и красный. Менеджер и представитель команды — Курт Ван де Вауэр, помощник менеджера — Аннелис Дом. Спонсоры команды — Lotto (компания, ассоциированная с бельгийской лотереей) и Soudal (производитель клея). Эти компании также спонсируют мужскую команду Lotto Soudal класса UCI WorldTeam.

## История команды

### 2014

#### Пришли
В августе команда объявила о подписании контракта с Жоэль Нуменвиль (Optum-Kelly Benefit Strategies) с немедленным вступлением в силу. Сюзанна Дзорци и Джесси Дамс присоединились к команде на 2015 год. 29 октября команда подписала контракт с Анук Рейфф. 13 ноября к команде присоединилась Карли Тейлор. 21 ноября Аниша Векеманс, Марион Руссе, Сара Рейкес, Молли Мейвиш, Шанталь Хоффманн, Эми Кюр и Изабель Бекерс продлили контракты с командой.

#### Ушли
В июле Эмма Пули объявила, что намерена уйти из команды после шоссейной гонки Игр Содружества. В сентябре Лисбет де Вохт объявила о своём уходе. 9 ноября Селин Ван Северен покинула команду, чтобы присоединиться к Lensworld.eu-Zannata на сезон 2015 года. 23 ноября команду покинули Хайди Далтон и Изабель Сёдерберг.